# Argyresthia castaneella
Argyresthia castaneella là một loài bướm đêm in the Argyresthiidae. Đây là loài đặc hữu của Hoa Kỳ.